# Phyllodonta ustanalis
Phyllodonta ustanalis là một loài bướm đêm trong họ Geometridae.